# Euset
Euset (en francès Euzet) és un municipi francès situat al departament del Gard i a la regió d'Occitània.